# چهار زن از مصر
چهار زن از مصر (انگلیسی: Four Women of Egypt) فیلمی در ژانر مستند به کارگردانی طهانی راشد است که در سال ۱۹۹۷ منتشر شد.